# Gonepacra eos
Gonepacra eos är en mångfotingart som beskrevs av Hoffman 1990. Gonepacra eos ingår i släktet Gonepacra och familjen Oxydesmidae. Inga underarter finns listade i Catalogue of Life.